# Frédérique Leroy
Frédérique Leroy (1964) è una modella francese, vincitrice del titolo di Miss Francia nel 1983.
Eletta Miss Bordeaux 1982, la Leroy divenne Miss Francia in sostituzione di Isabelle Turpault, detronizzata due mesi dopo l'incoronazione, per via di alcune fotografie osé della Turpault pubblicate dopo l'elezione.
In seguito partecipò anche a Miss Universo 1983 e si classificò seconda a Miss Europa 1984.